# Der denkwürdige Fall des Mr Poe
Der denkwürdige Fall des Mr Poe (Originaltitel The Pale Blue Eye) ist ein Mysteryfilm von Scott Cooper, der im Dezember 2022 in die deutschen und die US-Kinos kam und im Januar 2023 in das Programm des Streamingdienstes Netflix aufgenommen wurde. Der Film basiert auf dem Roman The Pale Blue Eye von Louis Bayard aus dem Jahr 2006.

## Handlung
Im Jahr 1830, Amerika steht zwischen Unabhängigkeit und Bürgerkrieg, wird an der US-Militärakademie in West Point der Kadett Fry erhängt aufgefunden. Nachdem der Leichnam während der Aufbahrung durch Herausnahme des Herzens geschändet wurde, beauftragen die Leiter der Akademie den verwitweten, pensionierten New Yorker Polizisten Augustus Landor mit der Untersuchung des Falls. Landors Untersuchungen ergeben, dass es sich um Mord, nicht um Selbstmord handelte. Er macht den Kadetten Edgar Allan Poe zum Assistenten bei seinen weiteren Ermittlungen.

## Produktion
Die Dreharbeiten fanden von Ende November 2021 bis Ende Februar 2022 statt. Zu den Drehorten zählten Pittsburgh und das Westminster College in New Wilmington. Als Kameramann fungierte der Japaner Masanobu Takayanagi. Wie bei Antlers arbeite Cooper auch für The Pale Blue Eye mit dem Filmeditor Dylan Tichenor zusammen.
Die Filmmusik komponierte der dreifache Oscar-Preisträger Howard Shore, der vor allem für seine Arbeiten für Horror- und Fantasy-Filme bekannt ist, darunter Das Schweigen der Lämmer und Herr der Ringe. Das Soundtrack-Album mit insgesamt 18 Musikstücken wurde am 16. Dezember 2022 von Netflix Music als Download veröffentlicht. Wenige Tage zuvor wurden vorab die Stücke The Pale Blue Eye und The Academy veröffentlicht.

## Marketing und Veröffentlichung
Ende Oktober 2022 wurde ein offizieller Teaser von Netflix veröffentlicht. Anfang Dezember 2022 folgte ein erster Trailer. Die Premiere des Films erfolgte am 14. Dezember 2022 im DGA Theater in Los Angeles. Am 22. Dezember 2022 kam der Film in die deutschen und am darauffolgenden Tag in ausgewählte US-Kinos. Am 6. Januar 2023 wurde der Film weltweit in das Programm von Netflix aufgenommen.

## Synchronisation
Die deutschsprachige Synchronisation entstand nach einem Dialogbuch und unter der Dialogregie von Christian Schneider im Auftrag von Eclair Studios Germany, Berlin.
| Schauspieler         | Synchronsprecher      | Rollenname              |
| -------------------- | --------------------- | ----------------------- |
| Christian Bale       | David Nathan          | Augustus Landor         |
| Harry Melling        | Henning Nöhren        | Edgar Allan Poe         |
| Fred Hechinger       | Amadeus Strobl        | Randy Ballinger         |
| Harry Lawtey         | Konrad Bösherz        | Artemus Marquis         |
| Timothy Spall        | Axel Lutter           | Sylvanus Thayer         |
| Simon McBurney       | Frank Röth            | Ethan Hitchcock         |
| Lucy Boynton         | Yvonne Greitzke       | Lea Marquis             |
| Gillian Anderson     | Elisabeth Günther     | Julia Marquis           |
| Toby Jones           | Lutz Schnell          | Dr. Daniel Marquis      |
| Charlotte Gainsbourg | Irina Wanka           | Patsy                   |
| Brennan Keel Cook    | Jonas Lauenstein      | Kadett Epaphras Huntoon |
| Gideon Glick         | Marco Eßer            | Kadett Horatio Cochrane |
| Joey Brooks          | Philipp Lind          | Kadett Julius Stoddard  |
| Matt Helm            | Dennis Herrmann       | Kadett Llewllyn Lee     |
| Charlie Tahan        | Sebastian Kluckert    | Kadett Loughborough     |
| Hadley Robinson      | Melinda Rachfahl      | Mathilde ‘Mattie’       |
| Orlagh Cassidy       | Christin Marquitan    | Mrs. Fry                |
| Steven Maier         | Leon Stiehl           | Leroy Fry               |
| Robert Duvall        | Friedrich G. Beckhaus | Jean-Pepe               |

## Rezeption

### Altersfreigabe

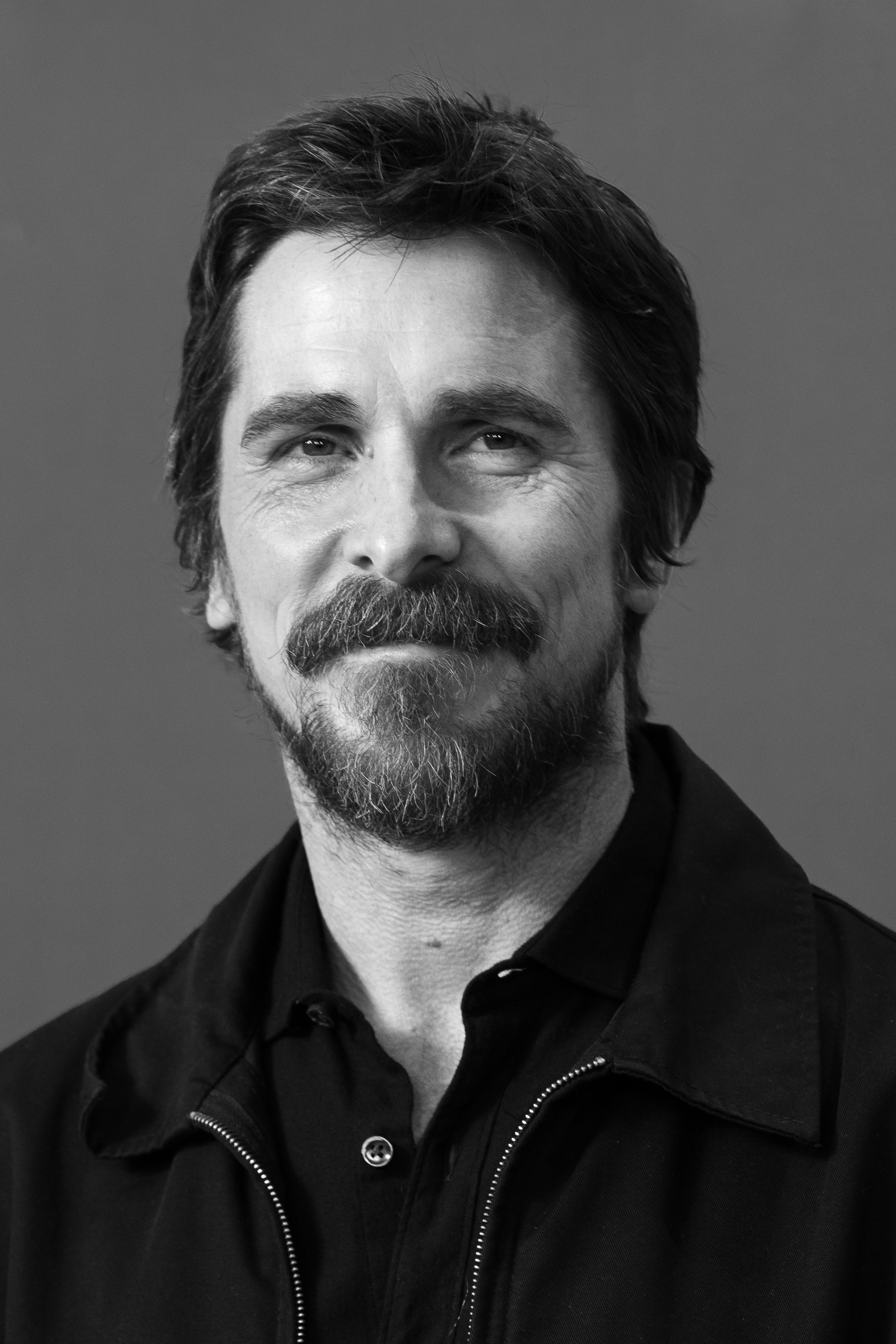
Christian Bale spielt den Ermittler Augustus Landor

In Deutschland wurde der Film von der FSK ab 16 Jahren freigegeben. In der Freigabebegründung heißt es, der abgründige, mit Mystery- und Horror-Elementen erzählte Kriminalfall erzeuge in meist düsteren Bildern eine beklemmende Atmosphäre. Einzelne drastische Momente in der Darstellung von Gewalt, darunter auch sexualisierter, von Verletzungen und von selbstschädigendem Verhalten könnten für junge Zuschauer eine Herausforderung darstellen, die rational vorgehenden Ermittler sowie das historische Setting würden ihnen jedoch ausreichend Distanzierungsmöglichkeiten bieten.

### Kritiken
Die Website Rotten Tomatoes zählte zu 66 Prozent positive US-amerikanische Kritiken (Stand 6. Januar 2023).
Thomas Schultze von Blickpunkt:Film schrieb, der Film sei dem Wesen nach ein Whodunit, eine vertrackte Mördersuche, wie sie in den letzten Jahren durch Kenneth Branaghs Poirot-Adaptionen und Rian Johnsons Knives Out Mysteries wieder populär gemacht wurde. Es sei jedoch kein Film, der es auf billige Effekte anlege, sondern vielmehr bisweilen so bierernst und darauf versessen, seiner Prämisse gerecht zu werden, dass die Geschichte selbst einzufrieren drohe. Daher hätte der eine oder andere Kick nicht geschadet. Nach einer Weile, wenn die komplexe Erzählung ihre wahre filmische Wucht entfaltet, werde der Film denkwürdig.
filmstarts.de konstatiert, dass die Romanverfilmung mit dichter Schaueratmosphäre überzeugt. Der Kriminalplot sei allerdings langatmig und zerfasert erzählt.

## Auszeichnungen
- Nominierung für die Besten unterstützenden visuellen Effekte in einem fotorealistischen Spielfilm[15]